# Lill-Öringsjön
Lill-Öringsjön är en sjö i Örnsköldsviks kommun i Ångermanland och ingår i Ångermanälvens huvudavrinningsområde. Sjön har en area på 0,286 kvadratkilometer och ligger 282,6 meter över havet.

## Delavrinningsområde
Lill-Öringsjön ingår i det delavrinningsområde (705003-158047) som SMHI kallar för Förgrening. Medelhöjden är 320 meter över havet och ytan är 26,27 kvadratkilometer. Det finns inga avrinningsområden uppströms utan avrinningsområdet är högsta punkten. Bredån (Valån) som avvattnar avrinningsområdet har biflödesordning 3, vilket innebär att vattnet flödar genom totalt 3 vattendrag innan det når havet efter 165 kilometer. Avrinningsområdet består mestadels av skog (66 procent) och sankmarker (25 procent). Avrinningsområdet har 1,23 kvadratkilometer vattenytor vilket ger det en sjöprocent på 4,7 procent.